# Mara Mauri
Mara Mauri, all'anagrafe Mara Fiorioli (Milano, 22 luglio 1928), è una cantante italiana.

## Biografia
A soli quattro anni si trasferisce con la famiglia a Torino, la città dove cresce e si appassiona alla musica e al canto, studiando anche il pianoforte.
Dopo alcune esperienze come cantante con l'orchestra del maestro Canessa alla Sala Gay, uno dei più noti locali torinesi, nel 1946, accompagnata dalla madre, si presenta al Maestro Carlo Prato che, dopo averla ascoltata, la ingaggia come cantante della radio, preparandola per cantare con l'orchestra del Maestro Pippo Barzizza; per non creare confusione con Silvana Fioresi decidono di cambiarle il cognome in Mauri.
Nel 1947 ottiene un grande successo con Non v'innamorate, ottenendo il soprannome di Donna swing.
Nel 1948 inizia una tournée mondiale con l'orchestra del violinista Waldemar.
Un altro suo grande successo è la versione italiana di Amado mio, il celebre brano lanciato da Rita Hayworth, che ottiene anche il disco d'oro in Argentina.
Continua l'attività fino al 1956, anno in cui conosce ad Alba il suo futuro marito, albergatore, e decide di ritirarsi per dedicarsi alla famiglia.

## Discografia parziale

### Singoli
- 23 maggio 1947: Ay, Ay, Si, Si/Cadrà cadrà (Cetra, DC 4581)
- 1947: Capitan Cocoricò/Lo sai dov'è Zazà? (Cetra, DC 4588; con Aldo Donà)
- 10 marzo 1948: Canto del mare/Fragilità (Cetra, DC 4750)